# Национални парк Кибале
Национални парк Кибале је национални парк који се налази у јужном делу Уганде, а у њему се налазе зимзелене кишне шуме које су заштићене. Површине је 776 km², а налази се на надморској висини од 1100 до 1600 метара. Иако се на простору парка налазе првенствено зимзелене кишне шуме, парк је богат разноврсним пејзажима. Кибале је један од последњих преосталих подручје који садржи ниске и планинске шуме на малом простору. У источној Африци парк је једини предео који садржи предпланинске шуме.
Парк је отворен 1932. године, а формално успостављен 1993. године, како би се заштитило велико подручје шума, којима су претходно управљали надређени за шумске резервате. Парк формира континуирану шуму заједно са Националним парком Краљица Елизабета, а они су повезани коридором дужине 180 km. Кибале је важан простор где је развијен еко-туризам, сафари дестинација, а настањују га шимпанзе и 12 других врста примата. На простору парка налази се постројење Биолошког Универзитета Макерере.

## Опис и локација парка
Два племена, Баторо и Бакига насељавају подручје око парка. Парк користе за лов и скупљање плодова и за друге потребе, а све у складу са правилима и минимално, уз помоћ Угандске управе за дивљи свет, која штити парк. Од почетка 20. века број становника у околним деловима парка порастао је седам пута. Верује се да је главни разлог насељавања становништва на околне делове парка, зато што парк доноси приходе, због великог броја туриста који долазе током читаве године да посете парк. Фармери верују да је тло у близини парка добро за гајење разних култура током читаве године. Због великог броја становништва, уништена су многа природна станишта и претворена у плантаже и пољопривредна земљишта, а потражња дрва за огрев је све већа.
Организације попут Фондације за природу покушавају да обнове парк, упуте становништво на његов значај и ојачају локалне заједнице у околини парка, како би се на простору парка и око њега смањила сеча шуме и лов.

## Биолошка разноврсност
Шуме Кибале имају једну од највећих разноликости и концентрације примата у Африци. У њој се налази велики број угрожених шимпанза, као што су Colobus и Cercopithecus lhoesti.

### Фауна
На простору Националног парка Кибале налази се 13 врста примата. Поред Уганске управе за дивљи свет, парк штити и проучава још неколико организација, а највише се проучава обична шимпанза, као и неколико врста мајмуна које укључују врсте Lophocebus ugandae, Procolobus tephrosceles и врсту Cercopithecus lhoesti. Остали пописани примати у парку укључују врсте Colobus guereza и Cercopithecus mitis. Парк настањују и слонови који често мењају станиште на релацији од Кибале до Националног парка Краљице Елизабете. Остали сисари који су пописани у парку обухватају врсте као што су наталски дујкер, плави дујкер, Tragelaphus sylvaticus, Tragelaphus spekii, Potamochoerus larvatus, Hylochoerus meinertzhageni, Phacochoerus africanus, афрички биво и многе друге.
Пописане звери у парку укључују врсте као што су афрички леопард, афричка златна мачка, сервал, неколико врста мунгоса и две врсте видре. Лавови су повремени посетиоци парка.
На простору парка постоји 325 врста птица, укључујући врсте Cercococcyx olivinus, Pogoniulus coryphaea, две врсте из породица пита и зеленог папагаја. У парку је пописана и породица птица Geokichla, која укључује ендемску врсту Turdus kibalensis.

### Примати
Примати су врло чести у шумама Националног парк Кибале. Постоји много врста примата, а многе су сконцентрисане на малим шумским пределима. На основу спроведених студија показало се да сеча дрвећа доста лоше утиче на разножавање и живот примата у парку.
Друга студија из 1999. године показала је да су се многе врсте примата вратиле у своја станишта, након опорављања шума.

### Флора
У влажним тропским шумама у парку пописано је око 229 врста дрвећа. Неке угрожене врсте су Cordia millenii, Entandrophragma angolense и Lovoa swynnertonnii. У шумским подручјима налази се велики број жбунастих и зељастих биљака, а најраспрострањеније су врсте Palisota schweinfurthii и Pollia condensata.

## Управљање шумом
Многе студије су спроведене у парку како би се проценили фактори који утичу на регенерацију шума и технике управљања шумама. Једно од таквих истраживања сугерише да се обнова шума може постићи спречавањем пожара унутар парка, а травњаци настали услед човекове активности природно би се могли регенерисати у шуме кроз неко време.
Кафа Робуста гаји се у шумским областима Кибале. Од 1999. до 2002. године било је покушаја да се ова кафа комерцијализује и доспе на светско тржиште. Приход од производње кафе био је намењен за заштиту парка.

## Галерија
- Улаз у парк
- Кућица на дрвету
- Spathodea campanulata
- Colobus
- Ploceus cucullatus bohndorffi

- Elminia longicauda'
- Junonia gregorii
- Пут у парку